# Арнольд, Готфрид
Готфрид Арнольд (нем. Gottfried Arnold; 1665—1714) — историк протестантской церкви конца XVII — начала XVIII века.

## Биография
Готфрид Арнольд родился в семье педагога.
Богословие изучал в Виттенбергском университете. В городе Дрездене познакомился с признанным лютеранским теологом Филиппом Якобом Шпенером и был им обращен к так называемому «внутреннему христианству».
В 1696 году Арнольд написал «Die erste Liebe, d. i. wahre Abbildung der ersten Christen».
В 1697 году был приглашен профессором истории в Гиссенский университет; но в 1698 отказался от этой должности, потому что его благочестие не могло согласоваться с суетой светской учёности и с безобразием университетских беспорядков.
В 1700 году Г. Арнольд был придворным пастором овдовевшей герцогини Саксен-Эйзенахской, а в 1702 году уволен с этой должности.
В 1708 году был проповедником и инспектором в Вербене, в 1707 пастором в Перльберге в Бранденбурге.
Готфрид Арнольд скончался 30 мая 1714 года в результате сердечного приступа вызванного потрясением, произведённым прусскими вербовщиками, ворвавшимися в церковь прямо во время богослужения.
В конце XIX — начале XX века на страницах Энциклопедического словаря Брокгауза и Ефрона была опубликована следующая оценка его деятельности:
«Главное из его сочинений: „Unparteische Kirchen— und Ketzerhistorie“ (2 т., Франкфурт, 1699; 1700—15; 1729; 3 т., Шафг., 1740—42). Это сочинение обнаруживает большую начитанность автора, но вместе с тем отсутствие системы и критического отношения к материалам; достоинство же его заключается отчасти в том, что оно написано на немецком языке, который был успешно вновь введен в ученый мир Арнольдом и его другом Томазием вместо латинского языка, а также и в искренней оценке ересей как необходимого и весьма важного условия для церковного развития. Не менее полезны были в этом отношении и прочие его сочинения…».
Сам Арнольд, излагая в своей истории печальную повесть о распадении церкви, в отчаянии замечает: «в такие испорченные времена нельзя найти ничего доброго ни в среде духовенства, ни в среде мирян». Но такая мысль по мнению А. П. Лебедева не только не достойна религии христианской, но отрицается уже и просто человеческим достоинством.
Множество его духовных песен, разбросанных во всех этих сочинениях, были собраны и изданы Кнаппом и Эманом в 1845—1856 гг (Штутгарт).